# Richard Raši
Richard Raši (ur. 2 kwietnia 1971 w Koszycach) – słowacki lekarz, chirurg, samorządowiec i polityk, poseł do Rady Narodowej i od 2025 jej przewodniczący, w latach 2008–2010 minister zdrowia, burmistrz Koszyc (2010–2018), od 2018 do 2020 wicepremier, w latach 2023–2025 minister inwestycji, rozwoju regionalnego i informatyzacji.

## Życiorys
W 1995 ukończył studia na wydziale lekarskim Uniwersytetu Pavla Jozefa Šafárika w Koszycach, gdzie pracował następnie w szpitalu uniwersyteckim, m.in. jako zastępca ordynatora. Uzyskał pierwszy stopień specjalizacji z chirurgii urazowej, w 2004 na Słowackim Uniwersytecie Medycznym w Bratysławie otrzymał dyplom Master of Public Health (MPH). W 2007 został mianowany dyrektorem Szpitala Uniwersyteckiego w Bratysławie, zarządzał nim do 2008. W 2010 obronił doktorat na Uniwersytecie Technicznym w Koszycach.
3 czerwca 2008 po dymisji ministra zdrowia Ivana Valentoviča został mianowany jego następcą przez premiera Roberta Ficy w jego pierwszym rządzie. Funkcję tę sprawował do 8 lipca 2010. W wyborach parlamentarnych w 2010 uzyskał mandat posła do Rady Narodowej V kadencji z ramienia partii SMER. W 2012, 2016 i 2020 utrzymywał go na kolejne kadencje.
W wyborach samorządowych w 2010 został wybrany na burmistrza Koszyc, będąc wspólnym kandydatem swojego ugrupowania i partii Most-Híd. Urząd objął 21 grudnia 2010. W 2014 z powodzeniem ubiegał się o reelekcję, kończąc urzędowanie w 2018.
22 marca 2018 dołączył do nowo utworzonego gabinetu Petera Pellegriniego jako wicepremier do spraw inwestycji, ustępując w konsekwencji z urzędu burmistrza. Funkcję wicepremiera pełnił do marca 2020. W czerwcu tegoż roku opuścił partię SMER wraz z grupą stronników Petera Pellegriniego. Współtworzył następnie wraz z nim nową formację pod nazwą Głos – Socjalna Demokracja. Z jej ramienia w wyborach w 2023 z powodzeniem ubiegał się o poselską reelekcję.
25 października 2023 objął urząd ministra inwestycji, rozwoju regionalnego i informatyzacji w czwartym gabinecie Roberta Ficy. Sprawował tę funkcję do 19 marca 2025. W tym samym miesiącu został wybrany na przewodniczącego słowackiego parlamentu.

## Życie prywatne
Jest żonaty, ma trzy córki.